# Downhill (2020)
Downhill ist ein US-amerikanisch-österreichischer Spielfilm aus dem Jahr 2020 von Nat Faxon und Jim Rash mit Julia Louis-Dreyfus und Will Ferrell. Der Film ist ein Remake des schwedischen Filmdramas Höhere Gewalt von Ruben Östlund (2014).

## Handlung
Billie und Pete möchten mit ihren Kindern einen erholsamen Winterurlaub in den Alpen verbringen und die verschneite Winterlandschaft genießen. Als die Familie gerade beim Mittagessen auf der Terrasse einer Skihütte sitzt kommt es zu einer künstlichen Lawinenauslösung, die scheinbar außer Kontrolle gerät.
Pete lässt im Angesicht der drohenden Lawine seine Familie zurück und bringt stattdessen nur sich selbst und sein Smartphone in Sicherheit, wodurch die Beziehung zwischen ihm und seiner Frau auf die Probe gestellt wird.

## Synchronisation
Die deutsche Synchronisation übernahm die FFS Film- & Fernseh-Synchron. Das Dialogbuch schrieb Tobias Neumann, Dialogregie führte Solveig Duda.
| Rolle     | Darsteller          | Synchronsprecher |
| --------- | ------------------- | ---------------- |
| Billie    | Julia Louis-Dreyfus | Silvia Mißbach   |
| Pete      | Will Ferrell        | Uwe Büschken     |
| Zach      | Zach Woods          | Johannes Raspe   |
| Rosie     | Zoë Chao            | Nora Jokhosha    |
| Bergwacht | Kristofer Hivju     | Norman Matt      |
| Charlotte | Miranda Otto        | Eva Brunner      |

## Produktion und Hintergrund
Die Dreharbeiten fanden vom 9. Januar bis zum 1. März 2019 statt. Gedreht wurde in den österreichischen Bundesländern Tirol und Wien. Drehorte waren unter anderem Fiss, Ischgl und das Kaunertal.
Ein Großteil der Ski-Szenen wurden in der Silvretta Arena aufgenommen. Die Szene, in der die Lawine auf die Familie Stanton zurast, spielt auf der Aussichtsterrasse der Wonnealm im Skigebiet Serfaus–Fiss–Ladis. Für die Dreharbeiten bekam die Crew eine eigene Gondel der Silvretta Bahn, die nur für sie reserviert war. Zur Erinnerung an den Film wurde in Gondel Nr. 64 eine Plakette angebracht. In Wien wurde zwei Wochen in Halle 1 der Rosenhügel-Studios gedreht.
An der Produktion beteiligt waren Fox Searchlight Pictures, Likely Story Ltd sowie die Wiener Filmhaus Films. Unterstützt wurde die Produktion von der Förderinitiative Filmstandort Austria (FISA) sowie Cine Tirol .
Schauspieler Kristofer Hivju war bereits im schwedischen Original Höhere Gewalt von Ruben Östlund (2014) zu sehen.

## Veröffentlichung
Premiere war am 26. Januar 2020 am Sundance Film Festival. In den USA kam der Film am 14. Februar 2020 in die Kinos. Die Österreich-Premiere erfolgte am 28. August 2020 im Rahmen des 8. Filmfestivals Kitzbühel. In Deutschland und Österreich war der Kinostart für Anfang April 2020 vorgesehen und wurde aufgrund der COVID-19-Pandemie verschoben.

## Rezeption
Jan Hestmann schrieb auf ORF.at, dass, obwohl der Film viele Szenen vom Original eins zu eins übernimmt und Will Ferrell und Julia Louis-Dreyfus wunderbar entnervte Performances abgeben, am Ende doch die Scharfzüngigkeit und Konsequenz der Vorlage fehlten.